# Tāʾ
Tāʾ (ت) – trzecia litera alfabetu arabskiego. Używana jest do oznaczenia dźwięku [t], tj. spółgłoski zwartej dziąsłowej bezdźwięcznej. Pochodzi od fenickiej litery Taw.
W języku polskim litera Tāʾ jest transkrybowana za pomocą litery T.
W arabskim systemie liczbowym literze Tāʾ odpowiada cyfra 400.

## Postacie litery
| Postać: | izolowana | końcowa | środkowa | początkowa |
| ------- | --------- | ------- | -------- | ---------- |
| Wygląd: | ت‬         | ـت‬      | ـتـ‬      | تـ‬         |

## Kodowanie
| Znak                   | ت                 | ت                 |
| ---------------------- | ----------------- | ----------------- |
| Nazwa w Unikodzie      | Arabic Letter Tah | Arabic Letter Tah |
| Kodowanie              | dziesiątkowo      | szesnastkowo      |
| Unicode                | 1578              | U+062A            |
| UTF-8                  | 216 170           | d8 aa             |
| Odwołania znakowe SGML | &#1578;           | &#x062A;          |